# Pacific ocean blue
Pacific ocean blue is het debuutalbum van de Amerikaanse muzikant Dennis Wilson. Het is het enige studioalbum van hem dat gedurende zijn leven werd uitgebracht. Wilson, mede-oprichter van de surfband The Beach Boys, bracht het album uit in 1977 op Caribou Records. Het album werd - uiteindelijk - positief ontvangen door critici en werd beter verkocht dan albums van The Beach Boys die rond dat jaar werden uitgebracht.
Wilson had nummers opgenomen voor een tweede album, maar hij overleed voor het uitgebracht kon worden. De nummers werden als bonustracks toegevoegd aan de heruitgave van Pacific ocean blue in 2008. In 2017 werd Bambu alsnog uitgebracht.

## Ontvangst
Na de oorspronkelijke uitgave werd het album met gemengde reacties ontvangen. Grote waardering voor het werk kwam later pas. Het album wordt inmiddels als een cultklassieker beschouwd. Colin Larkin, oprichter van de Encyclopedia of Popular Music, plaatste het album op #838 in zijn boek All time top 1000 albums. In 2016 belandde Wilson met het album in de lijst van 40 greatest one-album wonders van Rolling Stone. Het album staat tevens in het naslagwerk 1001 albums you must hear before you die.

## Nummers
| Nr. | Titel               | Schrijver(s)                            | Duur |
| --- | ------------------- | --------------------------------------- | ---- |
| 1.  | River song          | Dennis Wilson, Carl Wilson              | 3:44 |
| 2.  | What's wrong        | D. Wilson, Gregg Jakobson, Michael Horn | 2:22 |
| 3.  | Moonshine           | D. Wilson, Jakobson                     | 2:27 |
| 4.  | Friday night        | D. Wilson, Jakobson                     | 3:09 |
| 5.  | Dreamer             | D. Wilson, Jakobson                     | 4:22 |
| 6.  | Thoughts of you     | D. Wilson, Jim Dutch                    | 3:02 |
| 7.  | Time                | D. Wilson, Karen Lamm-Wilson            | 3:31 |
| 8.  | You and I           | D. Wilson, Lamm-Wilson, Jakobson        | 3:25 |
| 9.  | Pacific ocean blues | D. Wilson, Mike Love                    | 2:39 |
| 10. | Farewell my friend  | D. Wilson                               | 2:26 |
| 11. | Rainbows            | D. Wilson, C. Wilson, Stephen Kalinich  | 2:55 |
| 12. | End of the show     | D. Wilson, Jakobson                     | 2:55 |